# قرعة وصلبوخ (مسرحية)
مسرحية قرعة وصلبوخ إحدى المسرحيات المرتجلة لمحمد النشمي عرضت في عام 1957م

## منع جزء من المسرحية
الفصل الثاني من «قرعـة وصلبوخ» هو الذي أوقف من قبل الحكومة، أما الفصل الأول الذي صور حياة الماضي فقد استمر معروضا كما لو أنه مسرحية
مستقلة تحت اسم «من الماضي» مما يبرز الانطباع بتفكك البناء المسرحي للمسرحية المرتجلة وخاصة حين يزيد طولها عن فصل واحد.

## فكرة المسرحية
الصورة الهزلية المبالغة لشخصيات تستنزف الثروة في سلوك لاعقلاني مثير للضحك، صورة منتزعة من الواقع دون أن يكون المستقبل هدفها الأساس.